# Pedro Constantino da Silva
Pedro Constantino da Silva (-1709) foi um manicongo do Reino do Congo em São Salvador de 1704 a 1709.  

## Biografia
Pedro Constantino da Silva foi um alto membro da realeza do Congo. Era sobrinho de Ana Afonso de Leão, meio-irmão de Aleixo, duque de Umbamba e primo de Manuel I Afonso. 
Em 1690, Dom Constantino e seu meio-irmão Aleixo Afonso conspiram contra a rainha Ana Afonso de Leão, governante de Incondo, fazendo-a fugir. Os dois se unem a seu primo Manuel I Afonso, governante de Quibango e que reivindicava-se como manicongo. Afonso Aleixo aproveita-se desta aliança em 1691 e adquire o título de duque de Umbamba, arrebatando-o de Pedro Vale das Lagrimas. Pedro Constantino, por sua vez, recebe o título de marquês de Wembo. 
Após a fracassada proclamação de Manuel I Afonso, que não obteve apoio de nenhuma grande facção de poder e teve de fugir para Ingombe em 1693, os dois irmãos se voltam para Álvaro X de Quibango e oferecem-se para matar Manuel em troca da morte de Ana Afonso de Leão. Álvaro foge a sua resposta e em meio a isso os irmãos assassinam Manuel I em 23 de setembro de 1693 e enviam sua cabeça decapitada para Álvaro X. 
Em 1696, Dom Aleixo foi morto por Pedro Vale das Lagrimas que recuperou com seu título em Umbamba, enquanto Pedro Constantino teve de abandonar suas terras em Wembos. Durante os ataques a Ana Afonso de Leão, Pedro se refugia em Bula sob proteção de João II, mas devido a atitude hostil deste, teve de se abrigar com Pedro de Água Rosada, irmão de Álvaro X de Quibango. Pedro Constantino foi nomeado capitão-geral do exercito de Pedro de Água Rosada e fez sua filha, Maria-Hipólita, casar-se com ela. 
Quando Pedro de Água Rosada quis-se firmar como rei do Congo, enviou Pedro Constantino para reconquistar a decadente e destruída cidade. Entretanto Pedro acaba por se aproximar dos antoninos, uma seita religiosa liderada por Dona Beatriz Quimpa Vita. Pedro foi manipulado por Dona Beatriz e seus seguidores, que o convenceram a se proclamar com manicongo em 1704. 
Em 1709 Dom Pedro de Água Rosada, contando com o apoio de outros exércitos, como o de Ana Afonso, reconquista São Salvador e captura Pedro Constantino. Este é imediatamente executado em 15 de fevereiro de 1709 e Pedro se firma como único rei do Congo, unificando o reino após quarenta e quatro anos de guerra civil. 